# Șliboviță
Șlibovița este o băutură alcoolică distilată făcută din prune, similară cu țuica.
Conform Normei din 10 aprilie 2003, privind definirea, descrierea și prezentarea băuturilor spirtoase, emisă de Ministerul Agriculturii, Alimentației și Pădurilor, șlibovița intră în categoria „rachiu de prune”. 
Este deseori numită brandy de prune, iar în Balcani face parte din categoria de băuturi numite rakia. Originea cuvântului este din limbile slave - sliva - în traducere prună. Originea exactă a băuturii este necunoscută, dar se presupune că a fost pentru prima oară produsă în zona Balcanilor și a Ungariei. 